# Теленешти
Теленешти (рум. Teleneşti, Теленешть) — місто в Молдові, центр Теленештського району.

## Історія
Є дані, що Теленешти були заселені ще в часи даків. Дмитро Кантемир указував на існування тут готського міста

## Легенди про походження назви
Відповідно до однієї легенди спочатку на цій території перебувало село Інешти (рум. Inesti). Пізніше було поруч побудоване селище. А тому що в даній місцевості жило дуже багато євреїв, вони й становили більшість населення нового селища. Багато хто називають Теленешти «єврейським містечком». Самі євреї назвали місто Теленешт (за аналогією з Тель-Авівом), що переводиться з івриту як «пагорб біля Інешть» або «інештський пагорб».
По іншій легенді жив колись у цій місцевості боярин, і був у нього дуже ледачий слуга. Бояринові не подобалося, що слуга нічого не робив. Тому він злився й завжди повторював слузі: «Ти лінуєшся» (рум. Te lenesti). Пізніше ця фраза й стала назвою міста.

## Відомі теленешці
- Нісе Белцер (Співак) — кантор і композитор літургічної музики
- С. Бен-Ціон (Симхе-Олтер Гутман) — письменник, поет
- Нахум Гутман — ізраїльський художник і дитячий письменник
- Кауфман Михайло Петрович — російський генерал, військовий інженер
- Беньямін Коган — рабин, завуч школи, автор підручників молдавської (румунської) мови
- Аріель Копрів — єврейський письменник
- Залмен Розенталь (1889—1959) бессарабський єврейський письменник, поет і фольклорист, педагог, редактор, журналіст
- Мойше Пінчевський — письменник, поет
- Золмен Розенталь — письменник, журналіст, фольклорист
- Лейзер-Дувід Розенталь — єврейський (їдиш) письменник, з 1861 по 1918 рік жив у Теленештах
- Михайло Юр'єв — радянський історик-синолог
- Валерій Гаїна — гітарист-віртуоз, один з перших радянських популяризаторів рок-гітари й засновник найвідомішої в 80-х роках групи «круїз».
- Ягун Віктор Миколайович (* 1970) — український військовий і громадській діяч, генерал-майор Служби безпеки України, колишній заступник голови СБ України.